# تشارلي إل. راسيل
تشارلي إل. راسيل (بالإنجليزية: Charlie L. Russell)‏ هو كاتب وكاتب مسرحي أمريكي، ولد في 10 مارس 1932، وتوفي في 28 يونيو 2013.

## روابط خارجية
- تشارلي إل. راسيل على موقع IMDb (الإنجليزية)
- تشارلي إل. راسيل على موقع ميوزك برينز (الإنجليزية)
- تشارلي إل. راسيل على موقع قاعدة بيانات الفيلم (الإنجليزية)